# 451° Fahrenheita (film)
451° Fahrenheita (v anglickém originále Fahrenheit 451) je britské filmové drama, které natočil režisér François Truffaut podle stejnojmenného románu amerického spisovatele Raye Bradburyho. Hlavní postavou je požárník Guy Montag, který se svou jednotkou č. 451 podle zákona na místo hašení požárů pálí knihy. Po čase však sám knihy začne číst a spolu s požárníky musí jet spálit i knihy ve svém domě. Jeho postavu ve snímku ztvárnil rakouský herec Oskar Werner. Jeho manželku a zároveň sousedku Clarissu hrála ve dvojroli Julie Christie a kapitána požárníků Cyril Cusack. Autorem hudby k filmu je Bernard Herrmann.